# Tytärsaari
Tytärsaari (en russe : Большой Тютерс ; en finnois : Tytärsaari ; en suédois : Tyterskär ; en estonien : Suur Tütarsaar) est une île située dans le golfe de Finlande, à 75 km km de la côte méridionale de Finlande.
L'île fait partie du raïon de Kingissepp de l'oblast de Léningrad en Russie.

## Présentation
La superficie de l'île est d'environ 8,3 km2. Il n'y a pas d'habitants permanents, à l'exception d'un gardien de phare.
Tytärsaari est l'une des Îles extérieures du golfe de Finlande.

## Histoire
L'île est peuplée de Finlandais du XVIe siècle à 1939.
Après l'attaque de la Finlande par l'Union soviétique de la guerre d'hiver, Tytärsaari, avec d'autres îles finlandaises du golfe de Finlande et des municipalités de la Carélie finlandaise, sont cédées à l'Union soviétique par le traité de paix de Moscou de 1940.
Les habitants de Tytärsaari feront partie des évacués finlandais et, après la Seconde Guerre mondiale, ils ne seront pas autorisés à rentrer chez eux.
Avant la seconde Guerre mondiale, l'île est une communauté finlandaise de pêche et de commerce animée, avec une population de 436 habitants en 1939.
De nombreux navires de marchandises et de pêche sont immatriculés dans l'île.
Il a une église en bois construite en 1772, un cimetière finlandais, une école, un phare construit en 1904, une station de garde-côtes finlandais et une station de prévision météorologique.
Le tourisme est une activité en plein essor dans les années 1920 et 1930.

## Galerie

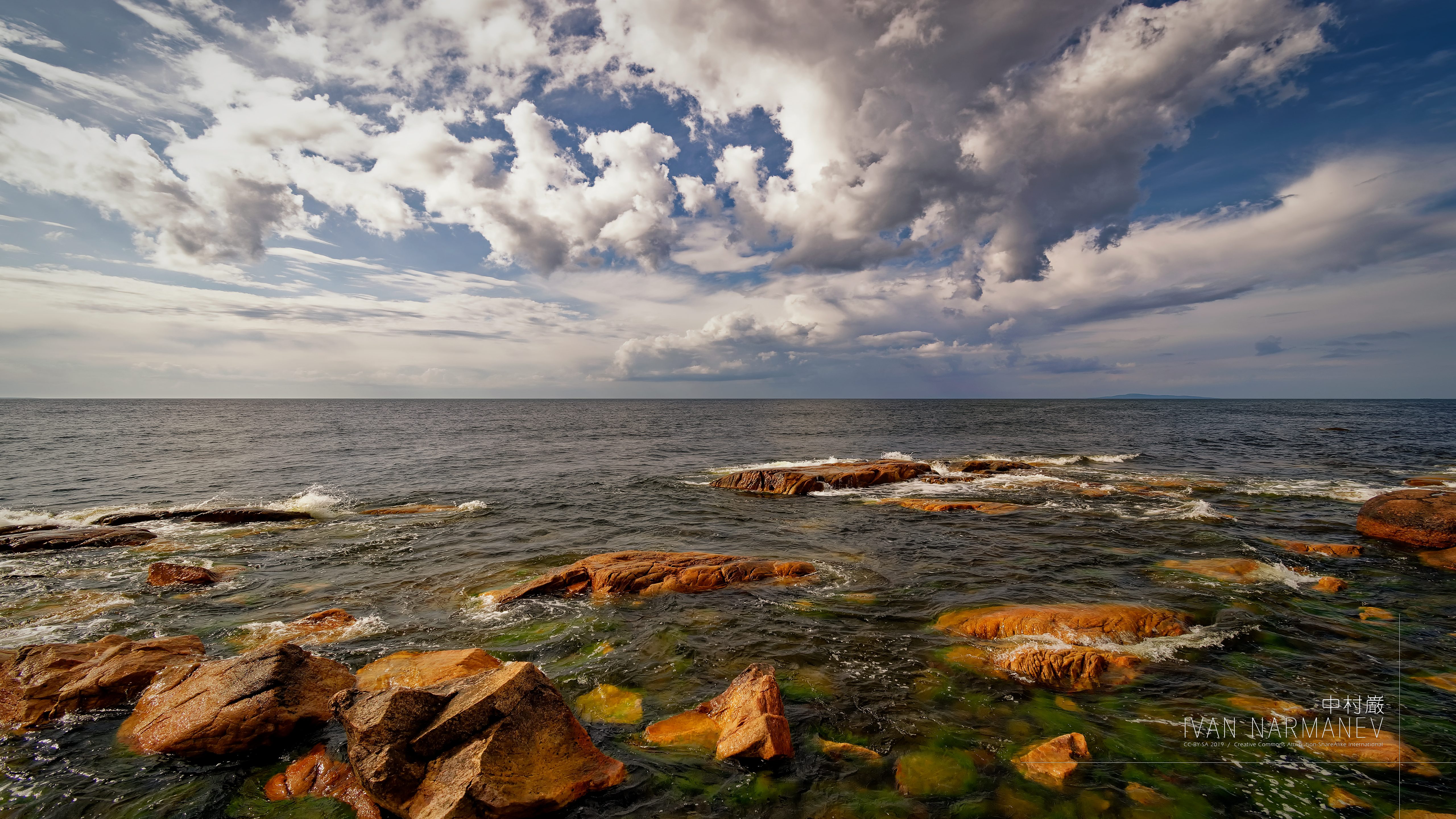
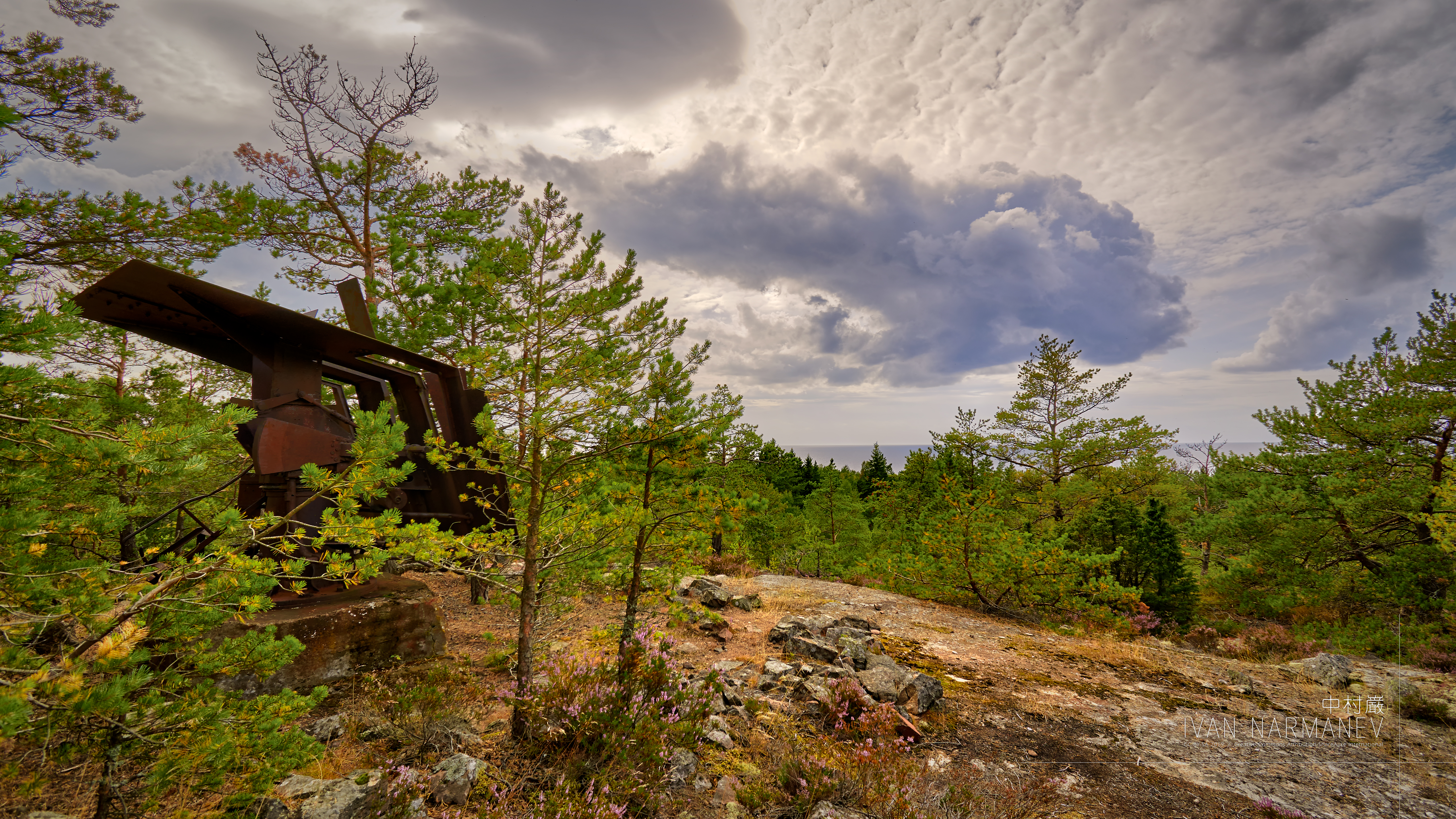
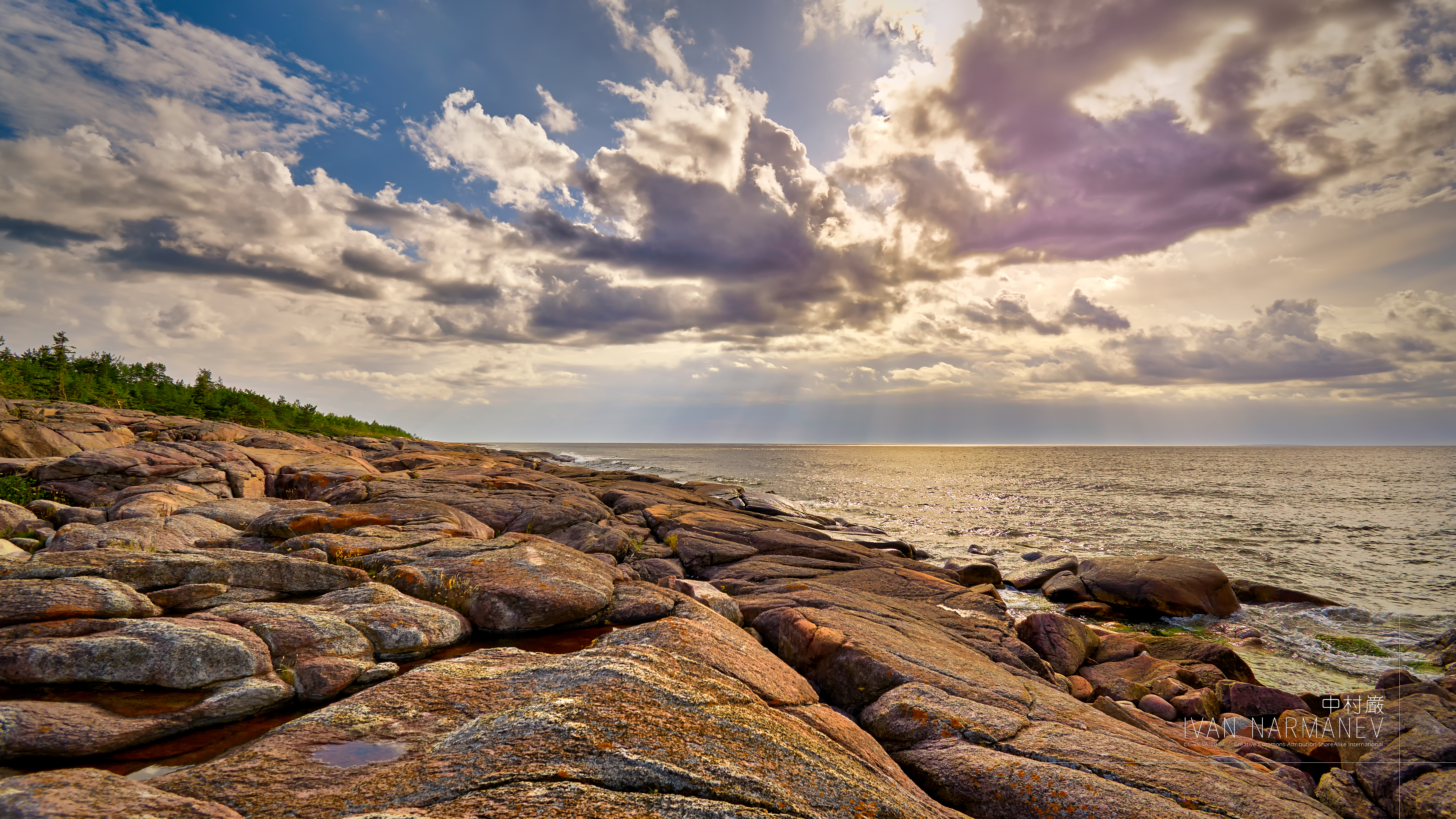